# Dora Gómez Bueno de Acuña
Dora Gómez Bueno de Acuña (Luque, Paraguay; 1903 – Asunción; 1987) fue una poetisa, docente, periodista y actriz de radio paraguaya. realizó sus estudios en la Escuela Normal de Asunción, institución de la cual egresó con el título de maestra.

## Primeros pasos
Enseñó en educación primaria, por largos años, y colaboró brevemente, entre 1930 y 1931, con la página de “Sociales” del diario “El Orden” de Asunción.
Su participación en programas de radio ha sido extensa y fructífera, ya como actriz en programas infantiles, ya como recitadora de poemas nativos y extranjeros, a través de innumerables series radiadas a lo largo de su vida, entre las cuales destaca nítidamente “Sobremesa de Gala”, emitida sucesivamente por Radio Nacional del Paraguay y por Radio Ñandutí, ambas emisoras de la capital paraguaya.

## Trayectoria
Es, sin embargo, su labor como poeta la que le ha dado renombre y bien ganado prestigio. Fundadora de la poesía erótica en el Paraguay, es considerada por Josefina Plá en su obra Voces femeninas en la poesía paraguaya, de 1982, 

...como la única representante caracterizada de dicha vertiente en la literatura femenina paraguaya...”

El consagrado investigador brasileño Walter Wey, en su libro La poesía paraguaya - Historia de una incógnita, de 1951, escribe: 

“El erotismo no existía en la poesía paraguaya antes de Dora Gómez Bueno de Acuña. Por lo menos con la insistencia en el tema, con la profundidad que ella le imprimió. El poeta paraguayo, en general, sin ser sensual o erótico tampoco fue platónico. Ignoró la mujer... El erotismo encontró su grande y poderosa voz en una poetisa, como años antes encontrara, en el Uruguay, en el arte magnífico de Delmira Agustini. Flor de caña (1940) reunió poemas que en la época en que fueron publicados por diarios y revistas escandalizaron al medio intelectual paraguayo y, con certeza, mucho más a la sociedad de Asunción. Ningún hombre había tenido la osadía de cantar al amor como Dora Acuña lo hacía, con entera libertad, sin preconceptos o temor a los “chismes” sociales... En Dora Acuña... se nota el deseo de vivir con intensidad, sensorialmente, en una inmensa plenitud lírica. Su amor por la vida vegetal estalla en todas las imágenes. Ella invadió con su presencia humana el paisaje tropical del Paraguay. Los habitantes de esas selvas y de esos campos no son más los duendes de la imaginación guaraní. Vive, palpita, se agita un ser humano que solamente confía en los sentidos...”

El insigne hombre de letras español -junto a Rafael Barrett y Josefina Plá es considerado integrante de la tríada de intelectuales que más aportaron a la cultura paraguaya- Viriato Díaz-Pérez, al prologar su primer poemario señala: 

“Dora Gómez Bueno de Acuña, poetisa, estudiosa, animadora de cenáculos -y alma de ellos en ocasiones- es una consagrada a su obra, que es la del arte, con el amor puro e iluminante que arranca del espíritu idealista, y es así como su labor añade a los méritos propios, personales, el universal y eterno de las bellas cosas románticas”.

## Obra
Ha publicado, además del ya mencionado libro de poemas Flor de caña.
- Barro celeste (1943)
- Luz en el abismo (1954)
- Vivir es decir (1977)
- Y una “Antología (1985)

## Fallecimiento
Luisa Dora falleció en la ciudad de Asunción el 20 de marzo de 1987, registrado en el acta N.º 620, Folio N.º 104, Tomo N.º 4, de la Dirección General de Registro del Estado Civil.

La confusión en cuanto al lugar del fallecimiento, se debe a que fue velada en la Iglesia de La Encarnación de Asunción.
Sus restos fueron inhumados en el panteón de Autores Paraguayos Asociados (APA), Cementerio de la Recoleta. Posteriormente, gracias al esfuerzo de la Agremiación de Poetas y Otras Artes de Luque (APOAL), basándose en un testamento lírico de una de sus obras titulada Ciudad Natal, realizaron los trámites necesarios para trasladar sus restos al panteón de los excombatientes, en el cementerio N.º 1 de esta ciudad.